# Patera d'Ayrton
Ayrton Patera
La patera d'Ayrton (désignation internationale : Ayrton Patera) est une patera située sur Vénus dans le quadrangle d'Ulfrun Regio. Elle a été nommée en référence à Hertha Marks Ayrton, physicienne anglaise (1854–1923).